# Karel Vladimir Truhlar
Karel Vladimir Truhlar, slovenski jezuit, teolog pesnik, filozof, pedagog, * 3. september 1912, Gorica, † 4. januar 1977, Longomoso, Italija.

## Življenjepis
Po študiju na Teološki fakulteti v Ljubljani in na Papeški univerzi Gregoriani se je leta 1941 vrnil v Ljubljano, kjer je postal semeniški spiritual v Bogoslovnem semenišču Ljubljana. Leta 1945 je postal semeniški spiritual in profesor dogmatike ter ascetike v Pragli (Abbazia di Praglia), nato pa je leta 1946 stopil med jezuite. Leta 1949 je pričel predavati na Gregoriani, leta 1950 pa na Teološki fakulteti v Ljubljani.